# Służba zdrowia Polskich Sił Zbrojnych
Służba zdrowia Polskich Sił Zbrojnych – jedna ze służb Polskich Sił Zbrojnych na Zachodzie.

## We Francji
Naczelnym organem służby medycznej w Wojsku Polskim we Francji było Szefostwo Służby Zdrowia. Szefostwo było częścią składową Ministerstwa Spraw Wojskowych. Do wiosny 1940 zorganizowano służbę zdrowia we wszystkich oddziałach na terenie Francji. Do koordynacji działalności służb medycznych utworzono trzy szefostwa sanitarne rejonów tworzenia jednostek Wojska Polskiego. Przy każdym z nich władze francuskie mianowały oficera łącznikowego. Wojsko Polskie nie dysponował własnymi szpitalami i zakładami zaopatrzenia w sprzęt medyczny.
Żołnierzy polskich leczono we francuskich szpitalach. W Coetquidan ordynatorem był Polak, a personel częściowo polski. Jesienią 1939 w Bretanii utworzono Centrum Wyszkolenia Sanitarnego. Szkolono w nim polskich lekarzy wojskowych. Prowadzono też kursy dla lekarzy, farmaceutów i stomatologów nie posiadających przeszkolenia wojskowego.
W czasie walk pod Narwikiem Brygada Podhalańska nie otrzymała środków transportu do przewożenia rannych żołnierzy. Rannych na noszach znoszono do etapowych punktów opatrunkowych.
Dla internowanej w Szwajcarii 2 Dywizji Strzelców Pieszych zorganizowano dwa szpitale w Buren i w Wiesendangen. W latach 1940–1944 w Zurychu istniał polski Wydział Lekarski dla internowanych żołnierzy.

## W Wielkiej Brytanii
Na wyspach funkcjonowanie wojskowej służby zdrowia koordynowało Ministerstwo Pracy i Opieki Społecznej.
W jego składzie działała Komisja Zdrowia jako organ doradczy ministra w sprawach medycznych. Na jej czele stali prof. dr Antoni Jurasz i prof. dr Bruno Nowakowski. W skład komisji wchodziło 34 specjalistów z zakresu różnych dziedzin służby zdrowia. W Ministerstwie Obrony Narodowej utworzono stanowisko Szefa Służby Zdrowia oraz Referat Zaopatrzenia Sanitarnego.
Referat Zaopatrzenia Sanitarnego otrzymywał zaopatrzenie medyczne od Szefostwa Służby Zdrowia brytyjskiego Ministerstwa Wojny. Posiadał on własne składnice sanitarne, dostarczał materiały medyczne do jednostek PSZ, oraz  zaopatrywał oddziały partyzanckie w kraju.
Utworzono też kilka polskich szpitali wojskowych i cywilnych. Działały  polskie oddziały przy szpitalach brytyjskich. Na  uniwersytecie w Edynburgu powstał polski Wydział Lekarski. Wykładali  tam również polscy naukowcy. We wrześniu 1941 i październiku 1942 na uczelni odbyły się dwa zjazdy polskich i czeskich lekarzy wojskowych.

## Szefowie służby zdrowia
- ppłk dr Zygmunt Krzyczkowski – od października 1939
- ppłk dr Henryk Szczodrowski – od listopada 1939 do upadku Francji